# Eudonia halmaea
Eudonia halmaea là một loài bướm đêm trong họ Crambidae.